# Larisa Lazútina
Larisa Yevguénievna Lazútina –en ruso, Лариса Евгеньевна Лазутина– (nacida como Larisa Ptitsyna, Kondopoga, URSS, 1 de junio de 1965) es una deportista rusa que compitió para la Unión Soviética en esquí de fondo.
Participó en cuatro Juegos Olímpicos de Invierno, obteniendo en total siete medallas: oro en Albertville 1992, en la prueba de relevo (junto con Yelena Välbe, Raisa Smetanina y Liubov Yegorova), oro en Lillehammer 1994, en el relevo (con Yelena Välbe, Nina Gavryliuk y Liubov Yegorova), y cinco medallas en Nagano 1998, oro en 5 km, en 10 km persecución y en el relevo (con Nina Gavryliuk, Olga Danilova y Yelena Välbe), plata en 15 km y bronce en 30 km. Además, en Salt Lake City 2002 consiguió dos medallas, pero fue descalificada al dar positivo por dopaje.
Ganó 16 medallas en el Campeonato Mundial de Esquí Nórdico entre los años 1987 y 2001.
En 1998 fue condecorada con el título de Héroe de la Federación de Rusia.

## Palmarés internacional
| Representando a la URSS           |                                 |                   |                           |
| Campeonato Mundial                |                                 |                   |                           |
| Año                               | Lugar                           | Medalla           | Prueba                    |
| 1987                              | Oberstdorf (RFA)                | Medalla de oro    | Relevo 4 × 5 km           |
| 1987                              | Oberstdorf (RFA)                | Medalla de bronce | 20 km                     |
| 1989                              | Lahti (Finlandia)               | Medalla de plata  | Relevo 4 × 5 km           |
| Representando al Equipo Unificado |                                 |                   |                           |
| Juegos Olímpicos                  |                                 |                   |                           |
| Año                               | Lugar                           | Medalla           | Prueba                    |
| 1992                              | Albertville (Francia)           | Medalla de oro    | Relevo 4 × 5 km           |
| Representando a Rusia             |                                 |                   |                           |
| Juegos Olímpicos                  |                                 |                   |                           |
| Año                               | Lugar                           | Medalla           | Prueba                    |
| 1994                              | Lillehammer (Noruega)           | Medalla de oro    | Relevo 4 × 5 km           |
| 1998                              | Nagano (Japón)                  | Medalla de oro    | 5 km                      |
| 1998                              | Nagano (Japón)                  | Medalla de oro    | 10 km persecución         |
| 1998                              | Nagano (Japón)                  | Medalla de oro    | Relevo 4 × 5 km           |
| 1998                              | Nagano (Japón)                  | Medalla de plata  | 15 km                     |
| 1998                              | Nagano (Japón)                  | Medalla de bronce | 30 km                     |
| 2002                              | Salt Lake City (Estados Unidos) | DSC               | 5 km+5 km persecución     |
| 2002                              | Salt Lake City (Estados Unidos) | DSC               | 15 km                     |
| Campeonato Mundial                |                                 |                   |                           |
| Año                               | Lugar                           | Medalla           | Prueba                    |
| 1993                              | Falun (Suecia)                  | Medalla de oro    | 5 km                      |
| 1993                              | Falun (Suecia)                  | Medalla de oro    | Relevo 4 × 5 km           |
| 1993                              | Falun (Suecia)                  | Medalla de plata  | 7,5 km+7,5 km persecución |
| 1995                              | Thunder Bay (Canadá)            | Medalla de oro    | 5 km                      |
| 1995                              | Thunder Bay (Canadá)            | Medalla de oro    | 7,5 km+7,5 km persecución |
| 1995                              | Thunder Bay (Canadá)            | Medalla de oro    | 15 km                     |
| 1995                              | Thunder Bay (Canadá)            | Medalla de oro    | Relevo 4 × 5 km           |
| 1997                              | Trondheim (Noruega)             | Medalla de oro    | Relevo 4 × 5 km           |
| 1999                              | Ramsau (Austria)                | Medalla de oro    | 30 km                     |
| 1999                              | Ramsau (Austria)                | Medalla de oro    | Relevo 4 × 5 km           |
| 2001                              | Lahti (Finlandia)               | Medalla de oro    | Relevo 4 × 5 km           |
| 2001                              | Lahti (Finlandia)               | Medalla de plata  | 5 km+5 km persecución     |
| 2001                              | Lahti (Finlandia)               | Medalla de bronce | 10 km                     |